# دولت‌های دست‌نشانده و خراج‌گذار امپراتوری عثمانی

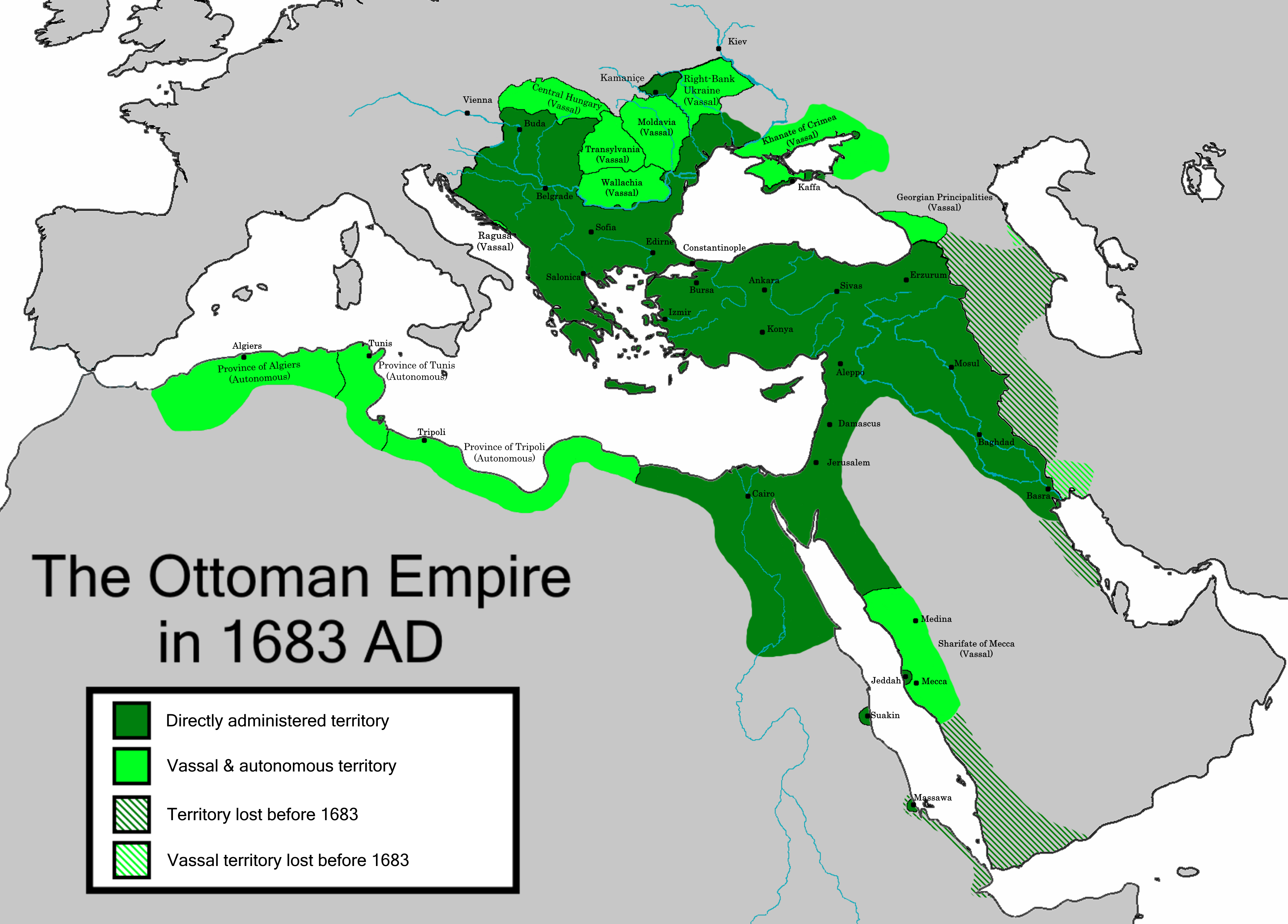
امپراتوری عثمانی در بزرگ‌ترین حد خود در خاورمیانه، شامل دولت‌های دست‌نشانده‌

امپراتوری عثمانی در طول تاریخ خود دارای دولت‌های خراج‌گذار و دست‌نشانده بود. دولت‌های خراج‌گذار به طور منظم خراج می‌فرستادند که نشانه‌ای از اطاعت بود، در حالی که دولت‌های دست‌نشانده در ازای امتیازات، موظف به حمایت از عثمانی بودند. برخی دولت‌ها هر دو نقش را داشتند. این دولت‌ها معمولاً در مرزهای امپراتوری قرار داشتند و تحت حاکمیت باب عالی اداره می‌شدند، اما کنترل مستقیم عثمانی بر آن‌ها محدود بود. نمونه‌هایی شامل خان‌نشین کریمه، والاچیا، مولداوی و حجاز بودند. این دولت‌ها به مرور زمان مستقل شدند یا توسط دیگران فتح شدند.